# Jack (album)
Jack è il ventesimo album di John Farnham, pubblicato nel 2010 per l'etichetta Sony BMG.

## Tracce
1. "Love Chooses You" (4:31)
2. "You Took My Love" (3:53)
3. "Hit the Road Jack"/"Fever" (4:21)
4. "247365" (3:38)
5. "Nobody Gets Me Like You" (4:04)
6. "You Don't Know Me" (2:59)
7. "Love Me Like You Do" (3:12)
8. "Today" (4:42)
9. "I'm The One Who Loves You" (3:28)
10. "Love Come Knockin'" (3:35)
11. "Sunshine" (4:52)

## Formazione
- John Farnham - voce
- Stuart Fraser - chitarra
- Angus Burchall - batteria
- Craig Newman - basso
- Chong Lim - tastiera